# 近世部落
近世部落（きんせいぶらく）とは、豊臣時代から江戸時代にかけての被差別民の集落を指す。

## 被差別民の種類
「士農工商穢多非人」のイメージが強いが、実際には穢多、非人以外にも非人番、藤内（とうない）、夙（しゅく）、佐々羅（ささら）、茶筅、物吉（ものよし）、下層芸能民である乞胸（ごうむね）といった多様な人々がいた。

## 職業
死牛馬の遺体を利用した皮革業、履物業、太鼓製造が主であったが、農業や漁業に従事する者も少なくなかった。関東では、灯心の生産と販売を弾左衛門が独占的に行っていた。

## 村との関係
地方（じかた）の近世部落は、次の二つのタイプがあった。どちらの場合も穢多（えた）身分の者が高請地を名請しており、年貢を負担していた。しかし、役負担では身分の差がある。
本村付（ほんそんつけ）
穢多（えた）身分で構成される近世部落が枝郷として、本村（本郷）の百姓身分の村（百姓村）に附属する形である。独自に地方三役を置くことはできず、本村を通じて支配（人別・年貢など）を受けた。
一村立（いっそんだて）
穢多（えた）身分で構成される近世部落が単独で一つの村を構成する形である。

## 義務
近世部落の人々は、斃牛馬（たおれぎゅうば）の処理、皮革の上納、刑務、警察、消防、清掃、野番、川番、牢番等の義務を課せられた。

## 特徴
近世は、日本史上最も身分が固定化された時代であり、近世部落の人々は世襲化された被差別階級から逃れるチャンスは殆どなかった。

## 近年の研究
近年の研究で、江戸時代においては、近世部落の人口増加率が農民のそれよりも高いことが明らかになり、近世部落民は蔑視されていたものの、多様な産業を持つ職能民であり、「部落＝貧困」という図式が成立したのは明治時代以降であるという説が有力となっている。一方、近世部落と中世日本の被差別民との歴史的連続性については、未だに議論が続いている。

## やくざ
江戸時代後半には身分制が崩壊し始め、やくざが誕生するが、近世部落民がやくざになる事が可能であったか否かについては、カプランとデュブロ説と猪野健治説とで意見が分かれている。